# Der Himmel ist nie ausverkauft
Pour plus de détails, voir Fiche technique et Distribution.
Der Himmel ist nie ausverkauft (en français, Le Ciel n'est jamais complet) est un film allemand réalisé par Alfred Weidenmann, sorti en 1955.

## Synopsis
À Berlin vivent quatre jeunes étudiants qui, bien qu'ayant pas d'argent, ont beaucoup d'imagination pour tenter de combler cette vie. Il y a Michael, un étudiant en économie, Franz étudiant en droit , Robert en art et Jimmy, un Américain ; ils gagnent de l'argent en faisant du transport avec une vieille auto vers l'aéroport. Ils rencontrent ici la jeune et jolie Italienne Angelina Borelli qui n'a pas été récupérée par sa tante Mme Homann. Ils décident de l'amener chez elle. Mais alors qu'elle a déposé son sac dans le coffre de la voiture, la tante arrive et prend la jeune femme. Les quatre garçons ont une occasion de la revoir et vont chez la tante. Afin de passer une "nuit italienne" à la Tour radio, Franz, Robert et Jimmy mettent en place un concours dont Michael sera l'arbitre. Pourtant c'est le timide Michael que choisit Angelina pour une danse.
Les amis se résignent à la défaite après qu'ils ont appris de la tante qu'Angelina vient d'une riche famille d'industriels en Italie. Cependant, dans l'espoir d'avoir un bon travail après les études, ils continuent de la voir. Seul Michael est choqué quand il apprend les vraies raisons du comportement "désintéressé" de ses amis et décide de ne plus voir Angelina. Entre-temps, elle est retournée à Rome. Michael vit mal cette séparation, il oublie de se rendre à un examen. Son professeur Behrens le convoque et peut permettre à l'un de ses meilleurs élèves aller à un match de football à Rome. Angelina est ravie de retrouver Michael qui donne une bonne impression à son père. Puis il raconte autour d'un verre de vin le concours de ses amis et, pour leur donner une leçon, les invite à Rome.
Avec son ironie, M. Borelli reçoit les amis si moqueusement qu'ils décident de repartir sur-le-champ. Michael leur fait croire que cela se passe mal aussi pour lui et les prend dans un camion pour retourner à Berlin. M. Borelli est complice et les suit dans sa voiture avec sa fille. Il rattrape le camion dans une petite ville et provoque un embouteillage. Angelina et Michael s'embrassent.

## Fiche technique
- Titre : Der Himmel ist nie ausverkauft
- Réalisation : Alfred Weidenmann assisté de Dietrich von Theobald
- Scénario : Herbert Reinecker, Alfred Weidenmann
- Musique : Heino Gaze (de), Heinrich Riethmüller
- Direction artistique : Emil Hasler, Walter Kutz
- Photographie : Friedl Behn-Grund
- Son : Hans Löhmer
- Montage : Carl Otto Bartning
- Production : Dietrich von Theobald
- Sociétés de production : Capitol-Film GmbH
- Société de distribution : Prisma
- Pays de production :  Allemagne de l'Ouest
- Langue : allemand
- Format : Noir et blanc - 1,37:1 - Mono - 35 mm
- Genre : Comédie romantique
- Durée : 102 minutes
- Dates de sortie :
  - Allemagne de l'Ouest : 18 juillet 1955.
  - France : 23 août 1957[1].

## Distribution
- Hardy Krüger : Michael
- Irène Galter : Angelina Borelli
- Viktor de Kowa : Professeur Behrens
- Claus Biederstaedt : Franz
- Fita Benkhoff (de) : Mme Hohmann
- Peer Schmidt (de) : Robert
- Charles Regnier : M. Borelli
- Käthe Haack : Mme Borelli
- Ernst Waldow : Brennecke, le père de Michael
- Margarete Haagen : Mme Rose
- Frank Holms : Jimmy
- Ernst Legal : Grischa, le majordome

## Crédit d'auteurs
- (de) Cet article est partiellement ou en totalité issu de l’article de Wikipédia en allemand intitulé « Der Himmel ist nie ausverkauft » (voir la liste des auteurs).